# Robin Wright
Robin Gayle Wright (Dallas, Teksas, 8. travnja 1966.), američka glumica.
Odrasla je u San Diegu u obitelji vezanoj za farmaceutsku industiju. Poznata je po ljepoti i talentu. Proslavila se ulogom Kelly Capwell u sapunici "Santa Barbara". Zbog toga je tri puta bila nominirana za Emmy.
Kasnije su došle uloge u filmovima "Bijeli oleandar" i "Forrest Gump". Do sada je ostvarila niz uloga u 30-ak ostvarenja.
Udavala se dva puta, ima kćer i sina iz drugog braka. Drugi suprug 10 godina bio joj je Sean Penn.

## Vanjske poveznice
- Robin Wright u internetskoj bazi filmova IMDb-u (engl.)